# 八幡神社 (宝塚市)
八幡神社（はちまんじんじゃ）は、兵庫県宝塚市にある神社である。地名から、中筋八幡神社（なかすじはちまんじんじゃ）とも称される。
旧川辺郡中筋村の産土神で、町村制施行により成立した長尾村の村社となった。本殿は国の重要文化財、例祭はだんじり祭りが行われる。

## 祭神
社伝に宇佐神宮の御分霊を祀って建立されたとあり、祭神は誉田別尊（ほむたわけのみこと、応神天皇）。

## 歴史
- 創建年月は不詳。『摂津史』及び棟札から、1345年に修理が行われており、それ以前の創建と考えられる。
- 明治に入り、村社に加列された。
- 阪神・淡路大震災で殆どの建造物が倒壊する被害にあうが、本殿等は修理復元、拝殿・鳥居等は新たに建立された。

## 社殿・境内
- 本殿：一軒社隅木入春日造、正面軒唐破風付、檜皮葺。室町時代後期の建立と伝えられる。
棟札は2枚で、修理の貴重な記録である。
  1. 康永4年（1345年）平義重重補
  2. 寛文5年（1665年）再興
- 境内摂社
  - 厄神社 - 祭神：麛坂皇子、忍熊皇子（両皇子とも誉田別尊の異母兄で、神功皇后・誉田別尊母子に対し反乱を起こす）
  - 九頭龍神社 - 祭神：木花咲屋比売神

## 祭事・年中行事
- 10月第3週の金土曜日に、だんじり祭が開催される。

## 文化財

### 重要文化財（国指定）
- 本殿 - 昭和55年（1980年）12月18日、本殿及び棟札2枚が、国の重要文化財（建造物）に指定された。

## 所在地・交通
- 兵庫県宝塚市中筋2-6-3
  - JR福知山線中山寺駅から徒歩7分